# Miloš Vučević
Miloš Vučević (srbsky Милош Вучевић; * 10. prosince 1974 Novi Sad) je srbský právník a politik, od května 2024 do března 2025 předseda vlády Srbska a od roku 2023 předseda Srbské pokrokové strany. Po neustávajících masových protestech kvůli pádu betonového přístřešku v Novém Sadu podal 28. ledna 2025 demisi.
V letech 2022–2024 působil jako místopředseda vlády a ministr obrany ve třetí vládě Any Brnabić a mezi roky 2012–2022 zastával funkci starosty Nového Sadu.

## Mládí
Narodil se 10. prosince 1974 v Novém Sadu v Jugoslávii (dnešní Srbsko). Vystudoval gymnázium v Bački Petrovac a v roce 1999 absolvoval práva na Univerzitě v Novém Sadu. Po získání právnické kvalifikace pracoval v rodinné advokátní kanceláři v Novém Sadu.

## Politická kariéra
Svou politickou kariéru zahájil v krajně pravicové Srbské radikální straně (SRS), kde byl jeho otec vysoce postaveným členem. V roce 2008 se strana rozštěpila a Vučević vstoupil do odštěpenecké Srbské pokrokové strany vedené Tomislavem Nikolićem a Aleksandarem Vučićem.

## Soukromý život
Vučevićův otec Zoran byl právník a vysoce postavený člen SRS. Zemřel v roce 2021. Jeho pradědeček z otcovy strany bojoval v první světové válce, zatímco dědeček z otcovy strany bojoval ve druhé světové válce.
Je ženatý a má dva syny.